# Nationaltheater (München)

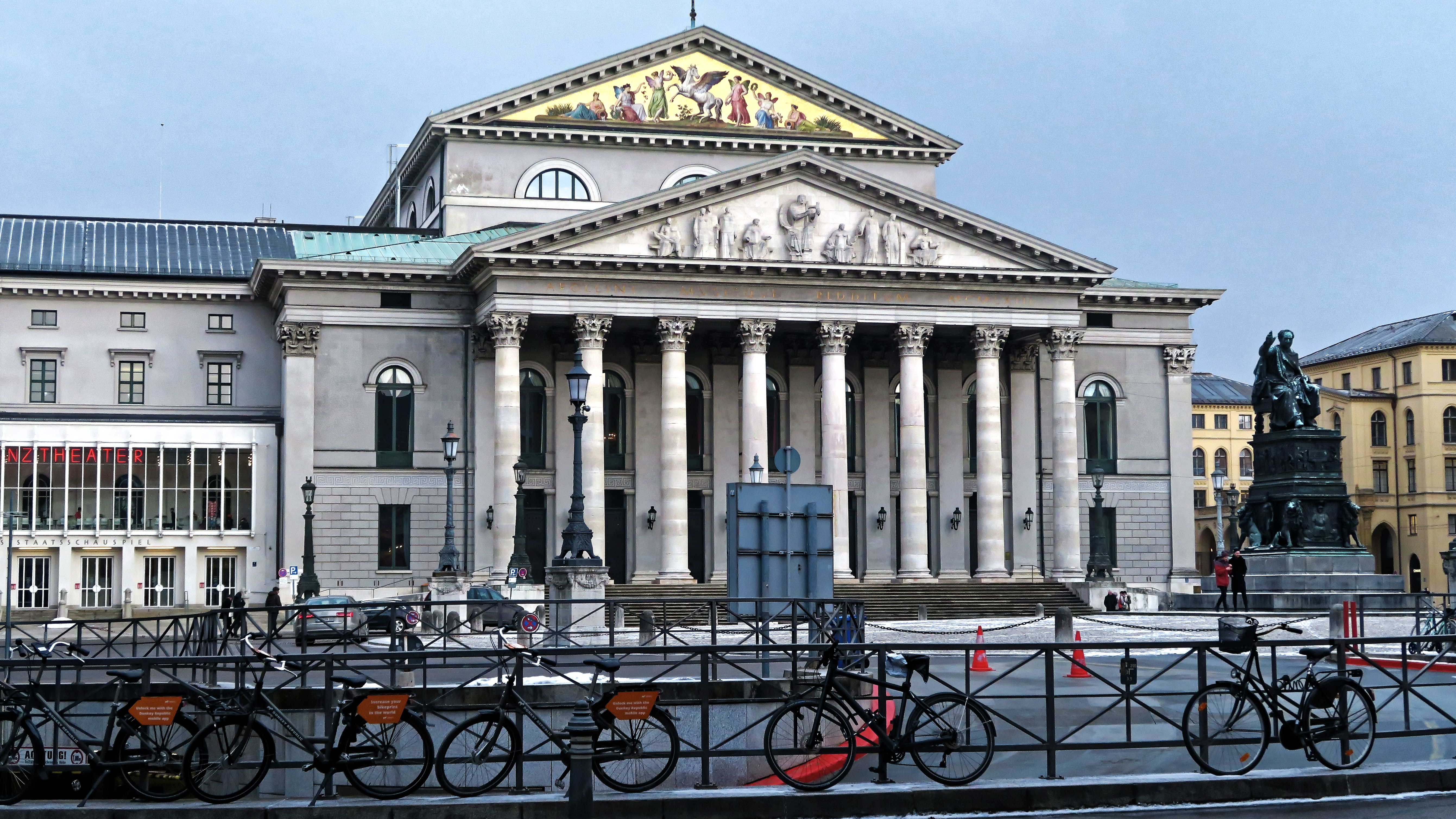
Das Nationaltheater in München

Das Nationaltheater am Max-Joseph-Platz in München ist die Spielstätte der Bayerischen Staatsoper, des Bayerischen Staatsorchesters und des Bayerischen Staatsballetts. Es wurde 1811–1818 durch König Max Joseph von Bayern vom Architekten Karl von Fischer als Königliches Hof- und Nationaltheater errichtet. Das klassizistische Gebäude wurde im Laufe der Geschichte zweimal zerstört und wiederaufgebaut. Das Nationaltheater ist nicht zu verwechseln mit dem benachbarten Residenztheater.

## Geschichte

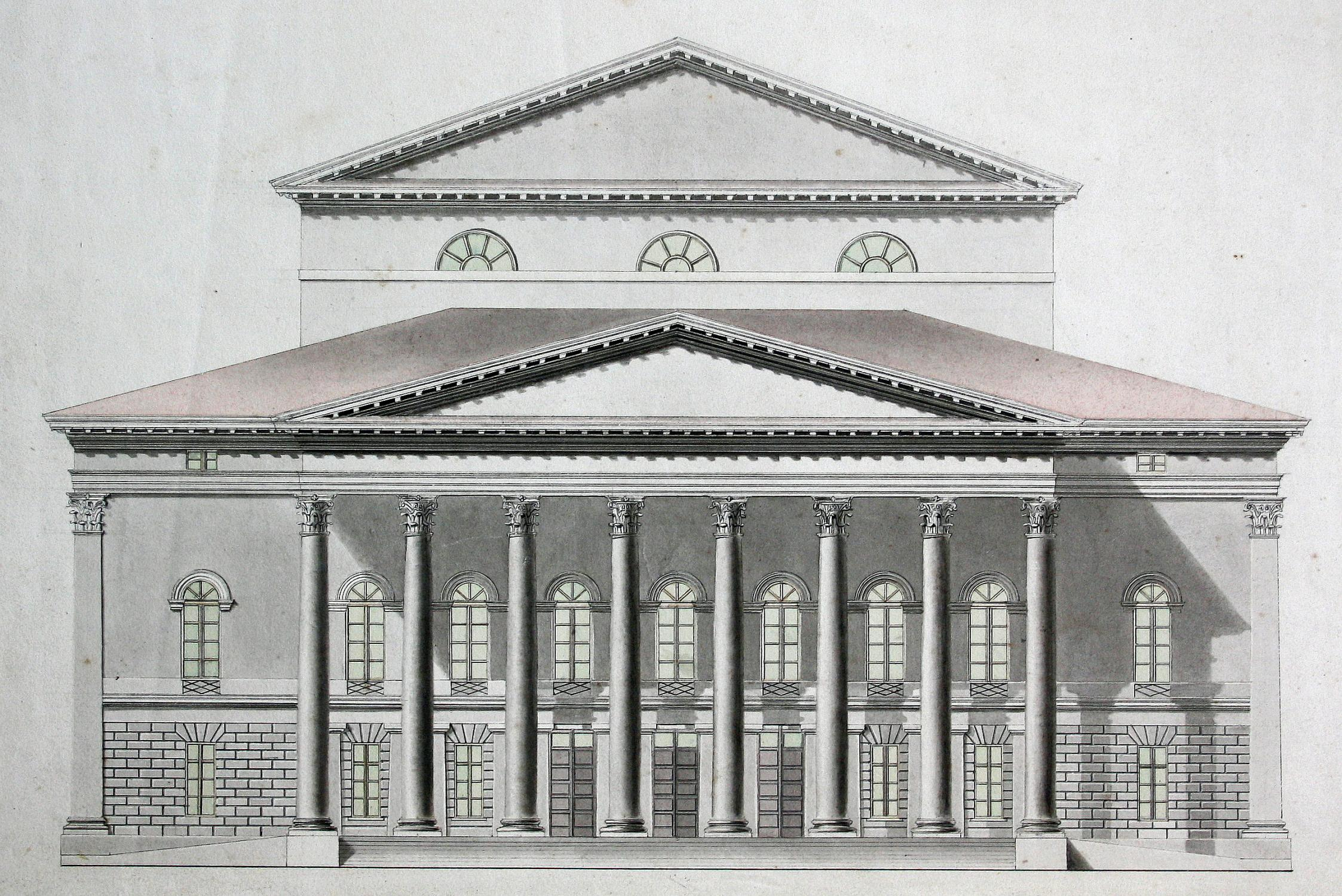
Königliches Hof- und Nationaltheater, Zeichnung für den Wiederaufbau von Klenze, ca. 1823

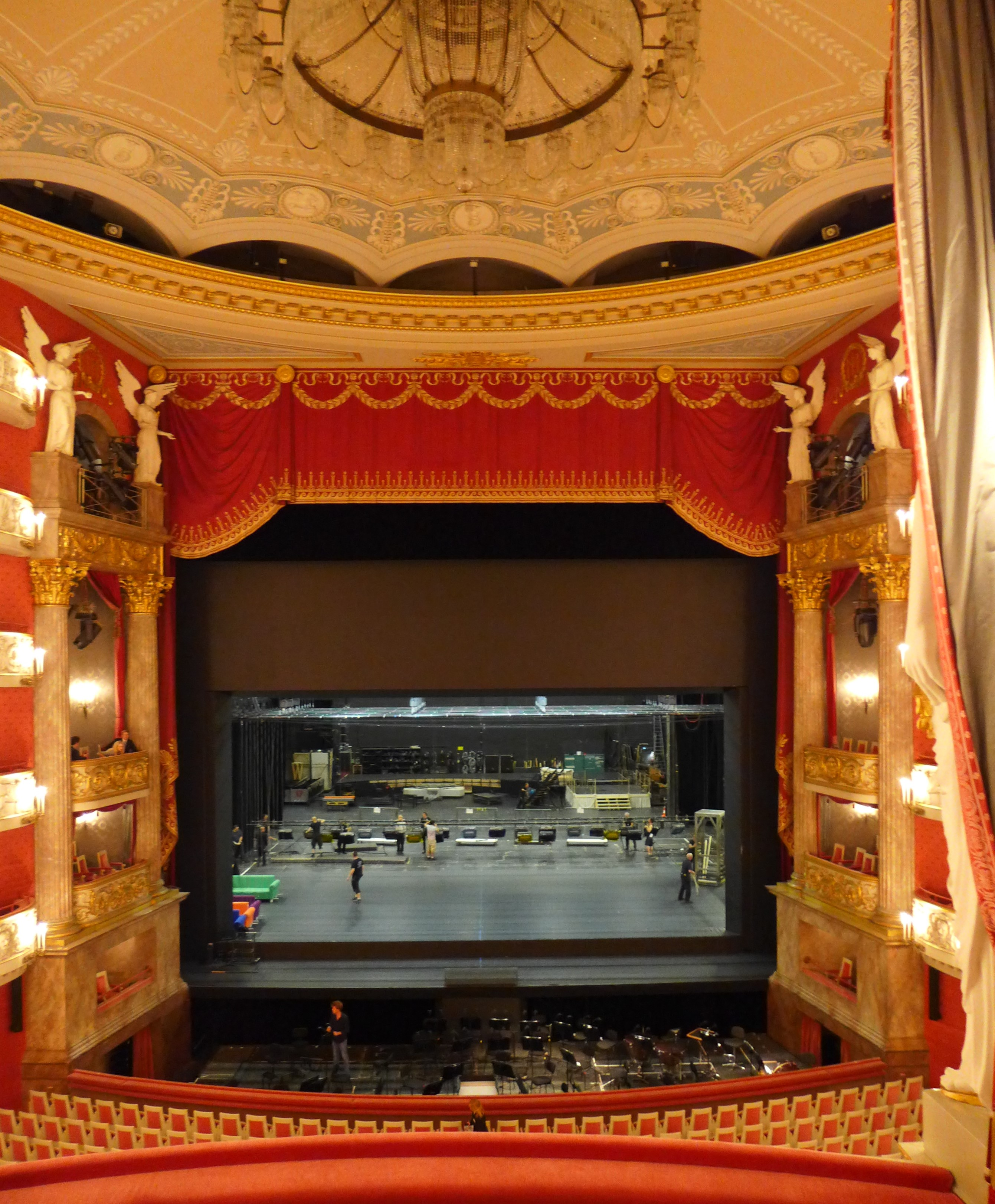
Zuschauerraum

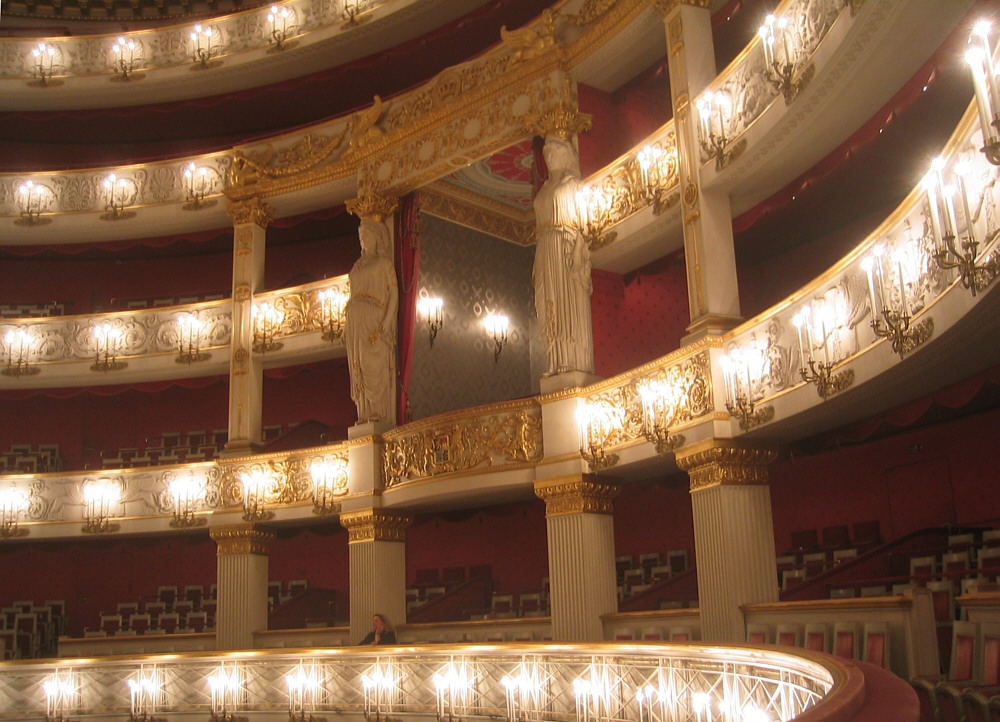
Königsloge

### Vorgeschichte
Die Geschichte des Münchner Opernhauses reicht zurück bis ins Jahr 1651, wo man unter Kurfürst Ferdinand Maria am Salvatorplatz bei der Salvatorkirche ein „Kurfürstliches Opernhaus“ errichten ließ. 1657 wurde es auch für die Öffentlichkeit zugänglich. Seine Gestalt ist durch einen Kupferstich von Michael Wening (um 1700) festgehalten. Danach wurde im alten Georgssaal der Neuveste innerhalb der Residenz ein Theaterraum hergerichtet. Als dort 1750 nach einer Veranstaltung ein großer Brand ausbrach, plante der Kurfürst einen Neubau. Daher folgte im Jahre 1751/53 das 'Alte Residenztheater' oder besser bekannt als 'Cuvilliés-Theater' nach seinem Erbauer François de Cuvilliés d. Ä. – ein weltbekanntes Pretiosum des höfischen Münchner Rokokos, in dem der Münchner Hof vor allem italienische Opern spielen ließ. So wurde 1781 Mozarts Idomeneo uraufgeführt. Für ein großes Publikum war es mit 560 Plätzen bald zu klein, und als 1795 das Haus am Salvatorplatz geschlossen werden musste, wurde der Ruf nach einem neuen „Opernhaus für alle“ laut.

### 19. Jahrhundert
Dieser Forderung kam König Maximilian I. Joseph 1810 nach, als er den Architekten Karl von Fischer beauftragte, das neue Königliche Hof- und Nationaltheater zu planen. Am 26. Oktober 1811 wurde der Bau begonnen, doch es sollte sieben Jahre dauern, bis die Oper stand. Zunächst wurden die Arbeiten 1813 für einige Zeit unterbrochen, weil Probleme mit der Finanzierung entstanden waren, und 1817 vernichtete ein Brand einen Teil des Neubaus. Als das Haus am 12. Oktober 1818 mit der Uraufführung von Ferdinand Fränzls Oper Die Weihe eröffnet wurde, war von den ehrgeizigen, monumentalen Plänen Fischers nur ein Teil realisiert worden.
Ein weiterer Brand zerstörte am 14. Januar 1823 erneut das Theater bis auf die Grundmauern. Die Vorstellung begann an diesem Dienstagabend um 18 Uhr mit der komischen Oper Die beyden Füchse von Méhul. Während der Aufführung fing die Dekoration Feuer. Da das Löschwasser eingefroren war, ließ König Maximilian I., der mit dem Kronprinzen Ludwig und dem Baumeister Leo von Klenze der Vorführung beiwohnte, die Bierfässer des nahegelegenen Hofbräuhauses beschlagnahmen und das Feuer mit Bier löschen. Das Gebäude konnte damit zwar nicht gerettet, aber ein Übergreifen auf weitere Häuser verhindert werden.
Doch der von der Stadt München finanzierte Wiederaufbau wurde schnell beschlossen. Hierbei wurde vom Architekten Leo von Klenze auch die ursprünglich geplante, aber nicht realisierte Säulenvorhalle hinzugefügt. Dadurch entstand die charakteristische Platzfassade mit Doppelgiebel. Am 2. Januar 1825 wurde wiedereröffnet. In der Kunstgeschichte diskutiert wird jedoch die Frage nach dem jeweiligen Anteil Fischers und Klenzes am bis heute im Wesentlichen, teilweise als Rekonstruktion der 1960er Jahre bestehenden Bau von 1825. Der nächste große Umbau erfolgte 1854. Als die Maximilianstraße verbreitert wurde, musste ein Teil des Hauses entfernt werden, dafür vergrößerte man den Orchestergraben und verlängerte das Nationaltheater nach hinten. Zur Regierungszeit König Ludwigs II., eines glühenden Verehrers Richard Wagners, wurden dort die Wagner-Opern Tristan und Isolde, Die Meistersinger von Nürnberg, Das Rheingold und Die Walküre uraufgeführt. Am 18. Januar 1885 wurde im Opernhaus erstmals elektrisches Licht verwendet zur Münchener Erstaufführung der Oper Der Trompeter von Säkkingen von Victor Nessler, eingerichtet von der Deutschen Edison-Gesellschaft für angewandte Elektricität (spätere AEG). Einem historischen Bericht nach war dies zu diesem Zeitpunkt die größte Lichtanlage Deutschlands mit sechs Edison-Dynamomaschinen, betrieben von drei Dampfmaschinen von zusammen 350 PS und 2.500 eingesetzten Edison-Glühbirnen, die eine Leuchtkraft von 40.000 Kerzen hatten.

### 20. Jahrhundert
Bühne und Technik wurden 1925 modernisiert. 18 Jahre später wurde das Haus im Zweiten Weltkrieg bei dem Luftangriff auf München vom 3. Oktober 1943 durch Fliegerbomben bis auf die Umfassungsmauern zerstört. Am Vorabend hatte Meinhard von Zallinger noch eine Aufführung von Eugen d’Alberts Tiefland dirigiert. Die Zerstörung versetzte der Stadt München und den zahlreichen Opernliebhabern einen großen Schlag. Richard Strauss war erschüttert, seine Trauer war der Ausgangspunkt für seine Metamorphosen für 23 Solostreicher.
Nach dem Krieg entschloss man sich dafür, das alte Theater zu rekonstruieren. Gerhard Moritz Graubner und Karl Fischer leiteten den Wiederaufbau von 1958 bis 1963, der 62 Millionen Deutsche Mark kostete und zum Teil aus Spenden der Bevölkerung gedeckt werden konnte. Dabei wurde die Bühne verändert; diese ist seither eine der größten Opernbühnen der Welt.
Die Giebelfelder der Hauptfassade wurden ursprünglich 1840 von Ludwig Schwanthaler mit Gemälden ausgestattet und 1894 durch Mosaiken ersetzt. Das obere Mosaik „Pegasus und die Horen“ ist erhalten, das untere Mosaik „Apollo und die Musen“ wurde im Zweiten Weltkrieg zerstört und 1972 durch eine moderne Figurengruppe von Georg Brenninger ersetzt.
Am 21. November 1963 feierte man mit einer Aufführung der Oper Die Frau ohne Schatten von Richard Strauss unter der Leitung des GMD Joseph Keilberth vor geladenen Gästen die Wiedereröffnung. Am 23. November 1963 folgte die erste öffentliche Vorstellung mit Die Meistersinger von Nürnberg von Richard Wagner, wieder unter der Leitung von Joseph Keilberth. Premierengäste waren Curd Jürgens, Maximilian Schell, Soraya, Herbert von Karajan, der Schah von Persien, sowie Alfons Goppel und Franz Josef Strauß.

## Architektur
Das Nationaltheater ist ein Hauptwerk des europäischen Klassizismus. Es erinnert von außen mit seiner Reihe aus korinthischen Säulen an einen griechischen Tempel. Anregungen für die Fassade des klassizistischen Baus gab das Théâtre National de l’Odéon in Paris. Im Unterschied zu diesem weist das Nationaltheater einen zweifachen Dreiecksgiebel auf und verwendet statt der für Theater unpassenden dorischen die korinthische Säulen-Ordnung.
Das Innere arbeitet ebenfalls mit Zitaten nach klassisch-griechischen Anregungen. Architektonisch im Nationaltheater interessant sind vor allem der Königssaal, die Treppenaufgänge und die Eingangshalle. Der Theaterraum selbst hat eine glanzvolle Innengestaltung in Rot, Gold und Elfenbein. Der Zuschauerraum ist von dem Franzosen Jean Baptiste Métivier im späten Empirestil dekoriert worden. Die prachtvolle Königsloge bildet das Zentrum des 2.101 Zuschauer fassenden Innenrondells. Die Bühnenfläche umfasst insgesamt 2.400 m², davon 750 m² Hauptbühne; das Theater besitzt damit die nach der Opéra Bastille in Paris und dem Teatr Wielki in Warschau drittgrößte Opernbühne in Europa. Das Portal der Guckkastenbühne ist rund 13,5 Meter hoch und 16 Meter breit.
1987 bis 1989 wurden die Unterbühne und die Technik erneut modernisiert.
2006 erfolgte eine weitere Modernisierung der Bühnentechnik sowie der Austausch des Bühnenbodens, was ihr vielfältige Möglichkeiten für den Wechsel der Bühnenbilder verschafft. Laut Auskunft des Opernhauses befinden sich die besten Plätze in Bezug auf Sicht und Akustik auf dem Balkon in der Reihe 1 auf Sitz 1 und 3.

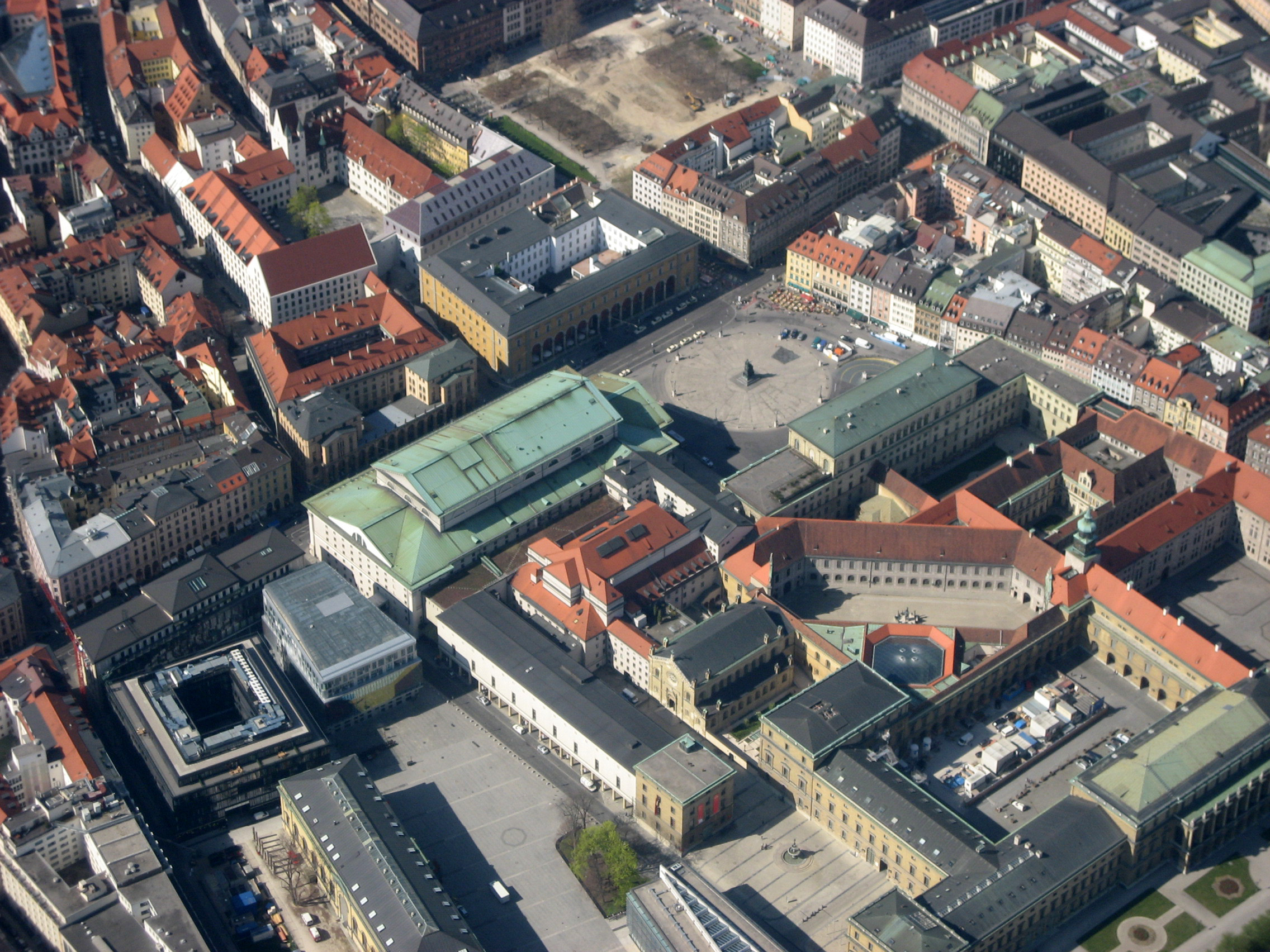
Luftbild von Nordosten, 2007
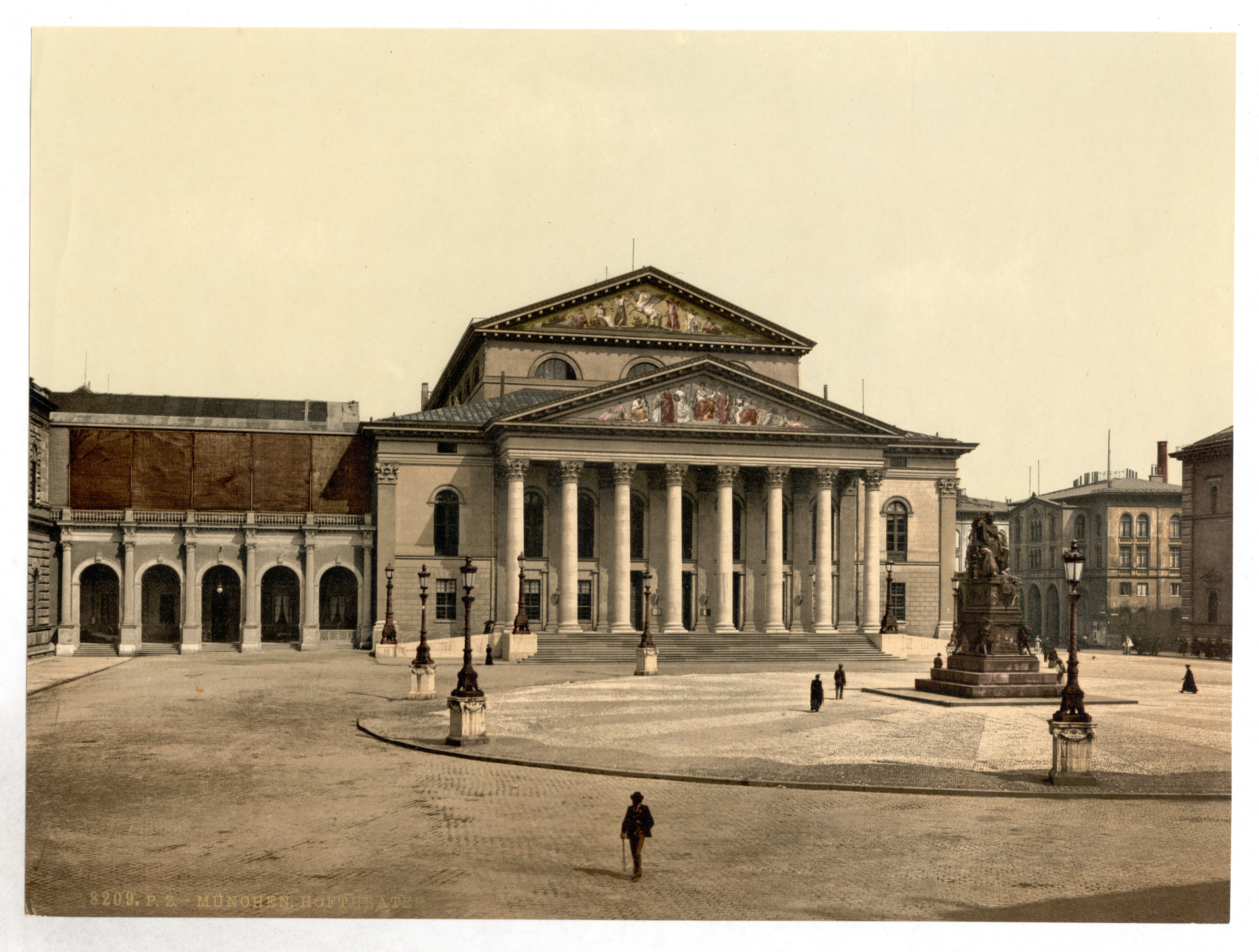
Nationaltheater mit beiden Giebelgemälden, um 1900
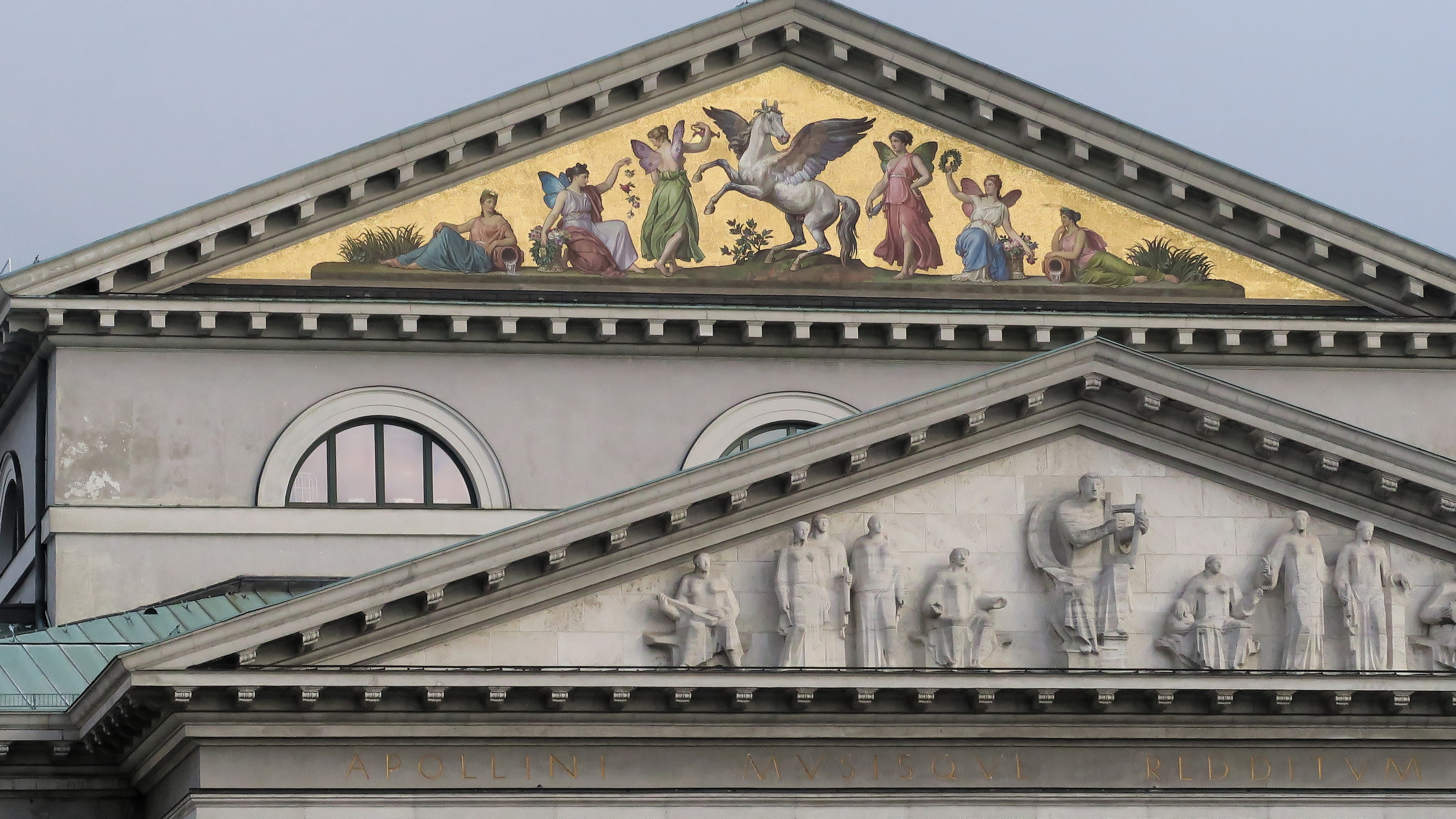
Verschieden gestaltete Giebelfelder, 2019
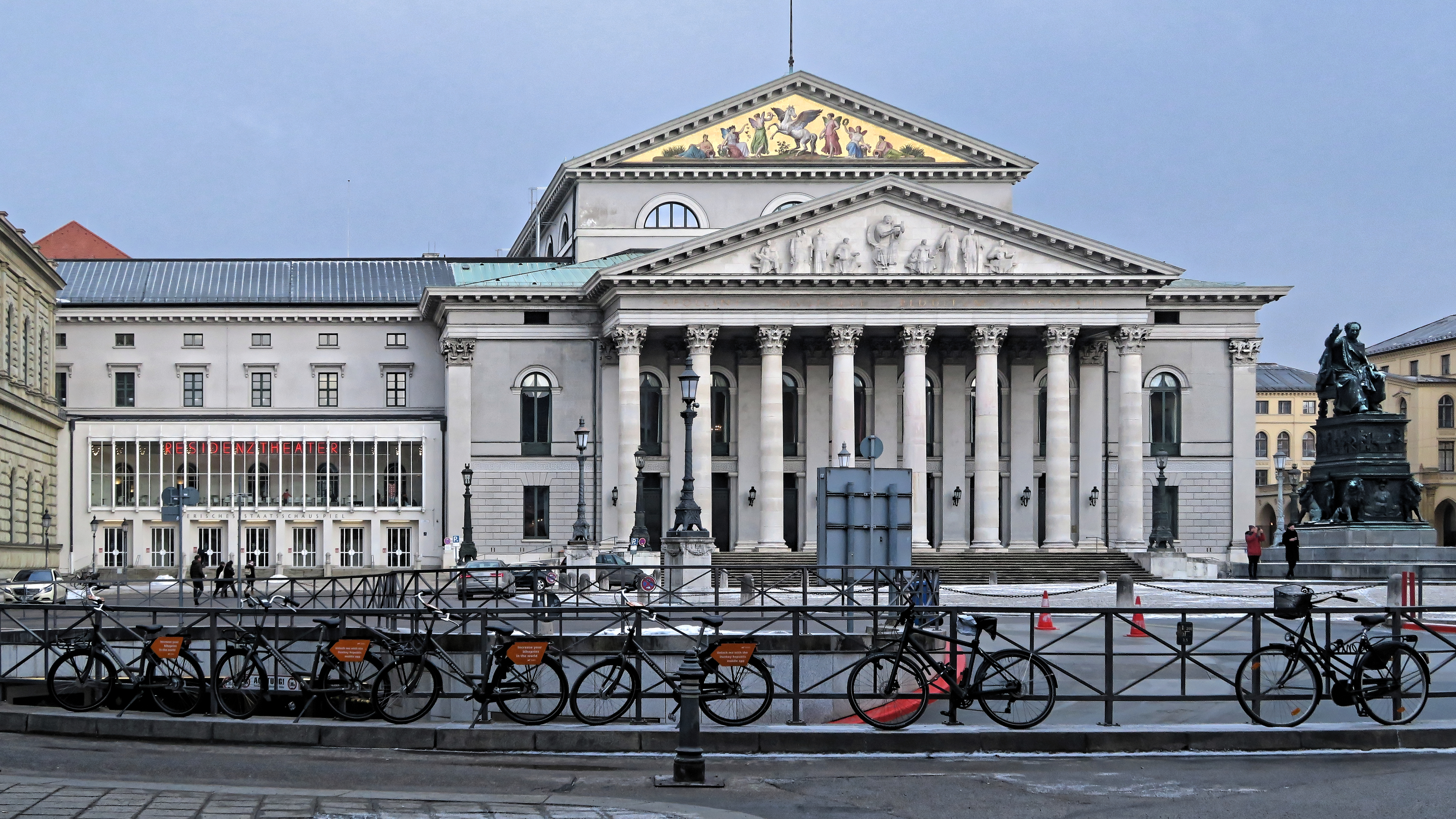
Ensemble mit Residenztheater, 2019
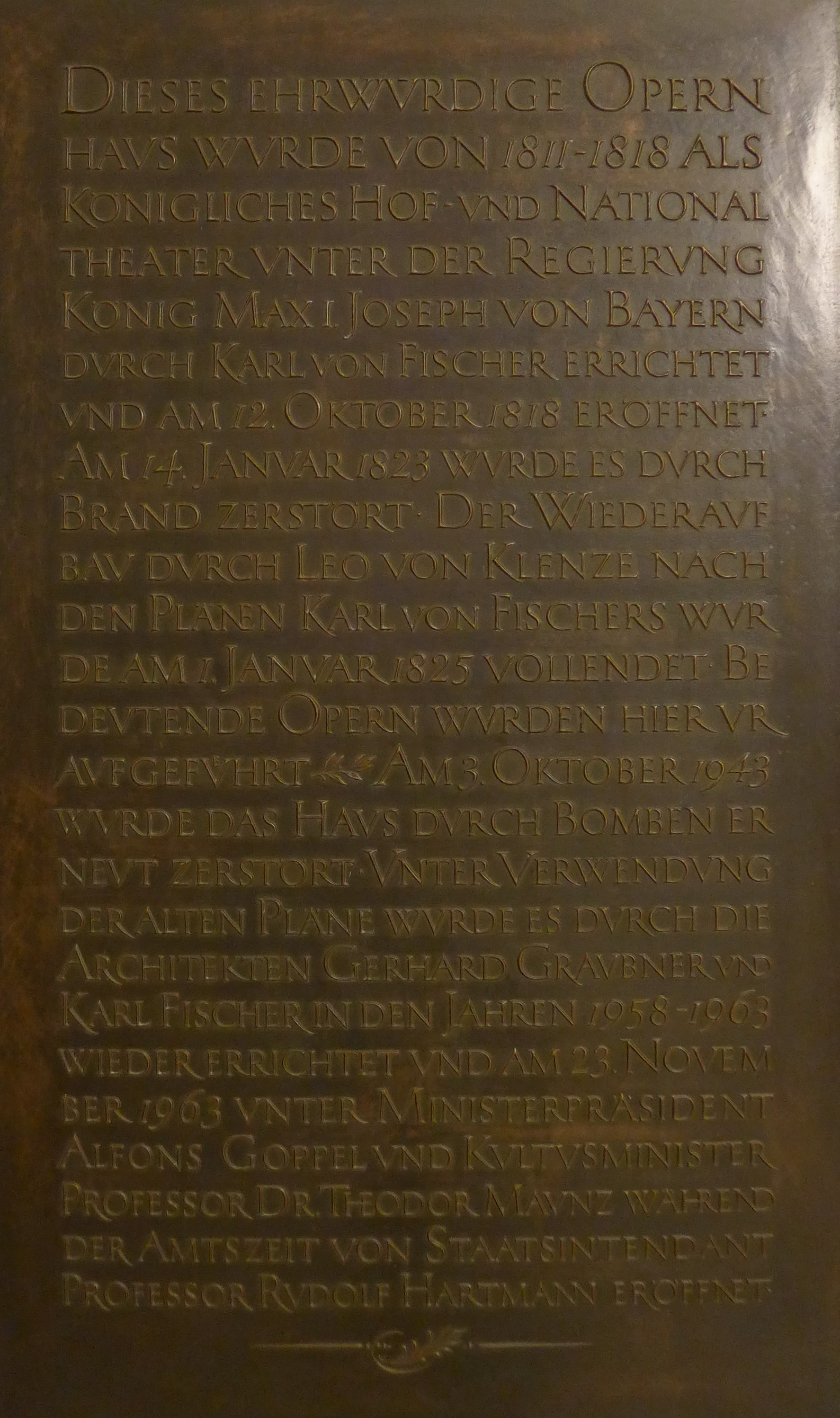
Gedenktafel zum Wiederaufbau
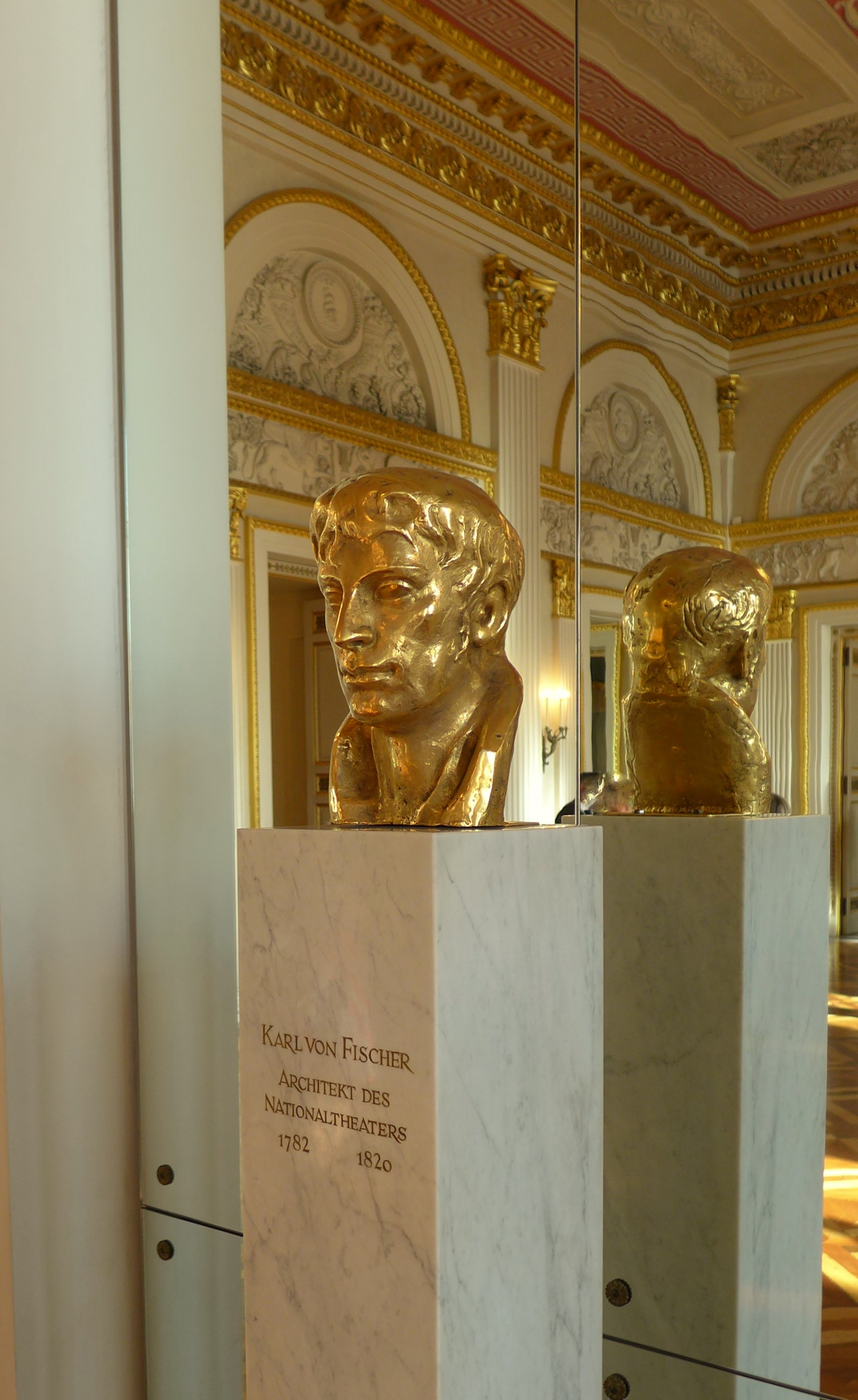
Büste Karl von Fischer
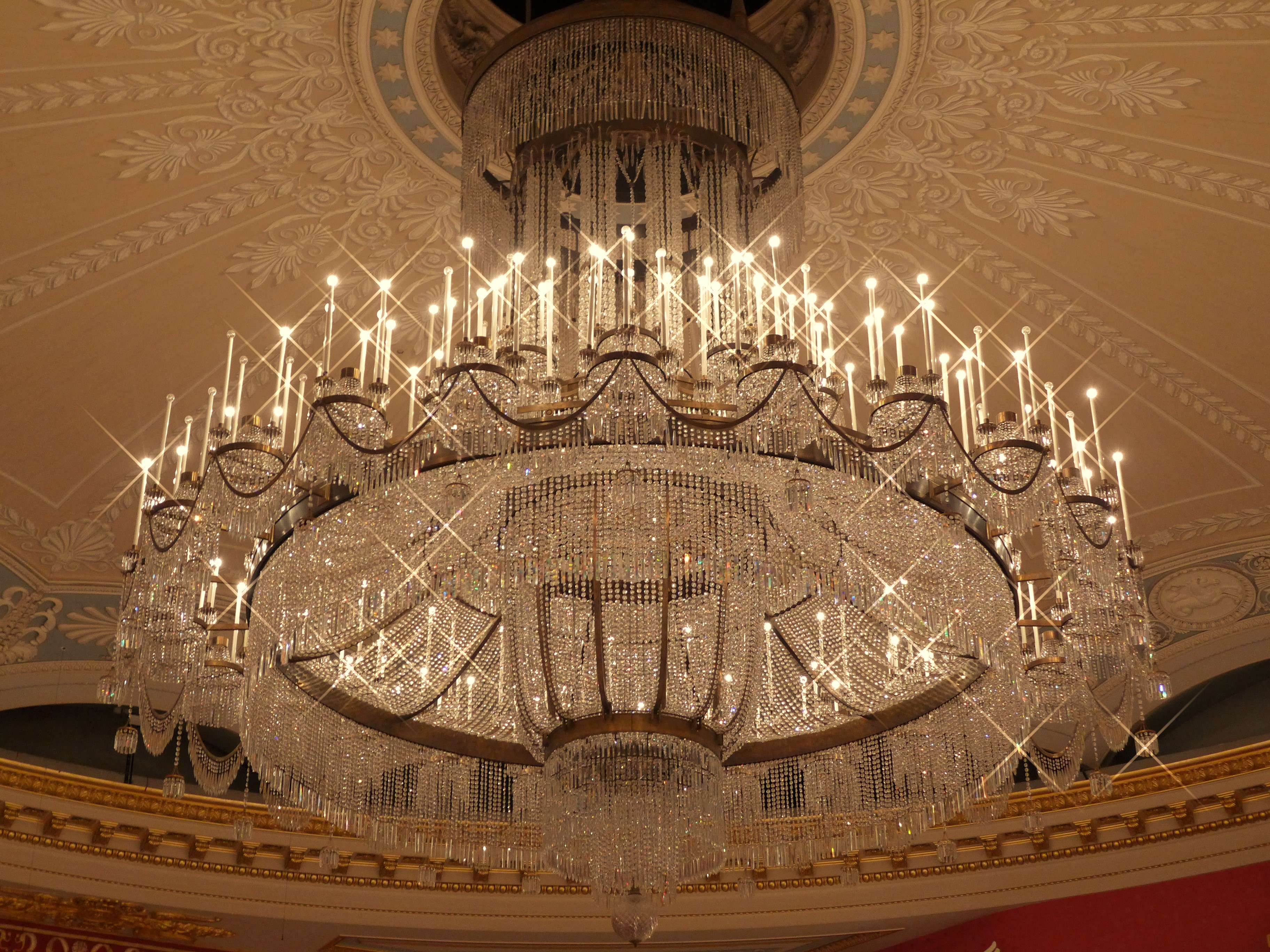
Lüster im Zuschauerraum
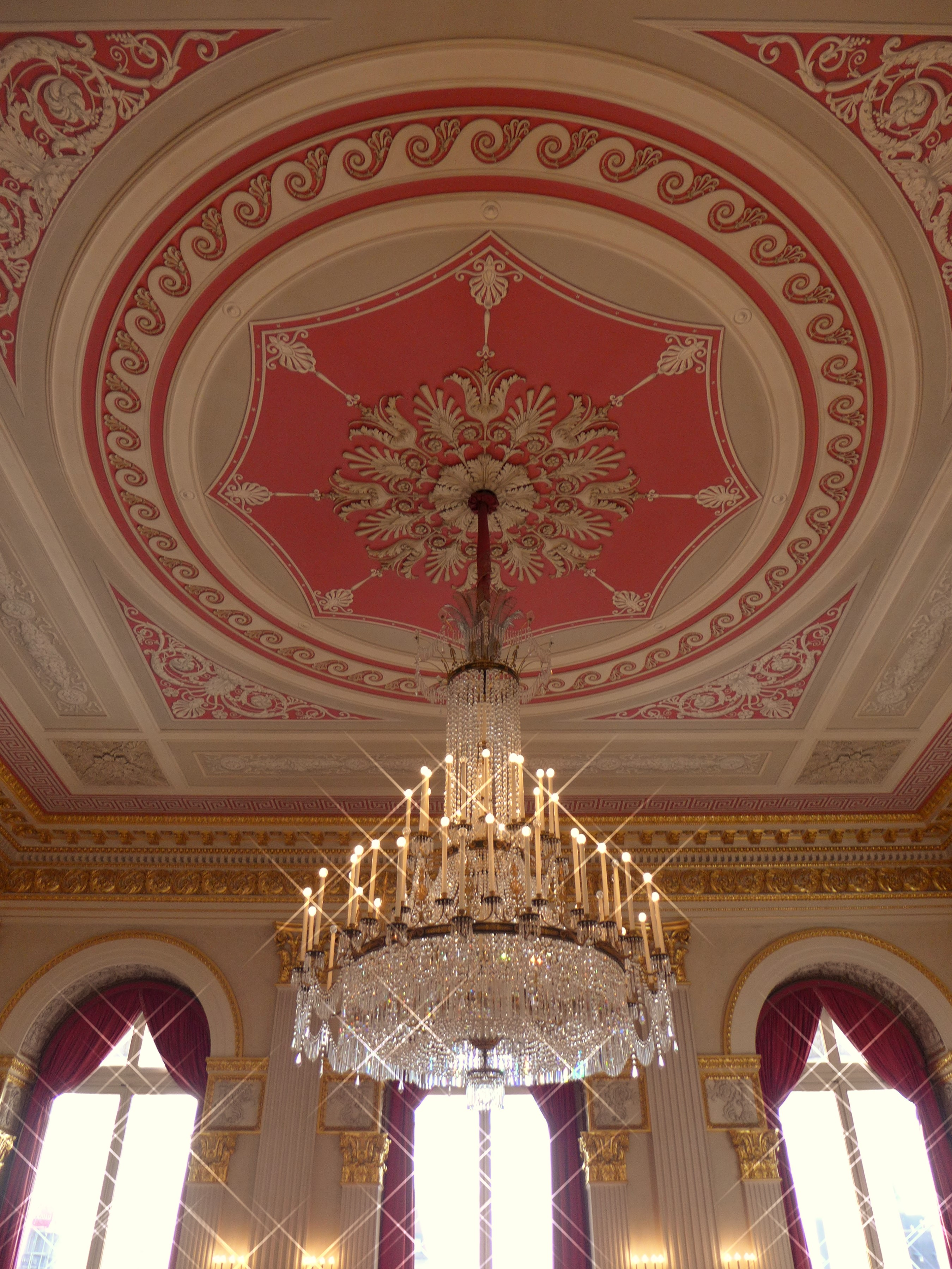
Lüster im Königssaal